# غازانيا هدبية
غازانيا هدبية (الاسم العلمي: Gazania ciliaris) هي نوع نباتي يتبع جنس الغازانيا من الفصيلة النجمية.  